# Dorcus katsurai
Dorcus katsurai es una especie de coleóptero de la familia Lucanidae.

## Distribución geográfica
Habita en Vietnam.